# تخصص أكاديمي

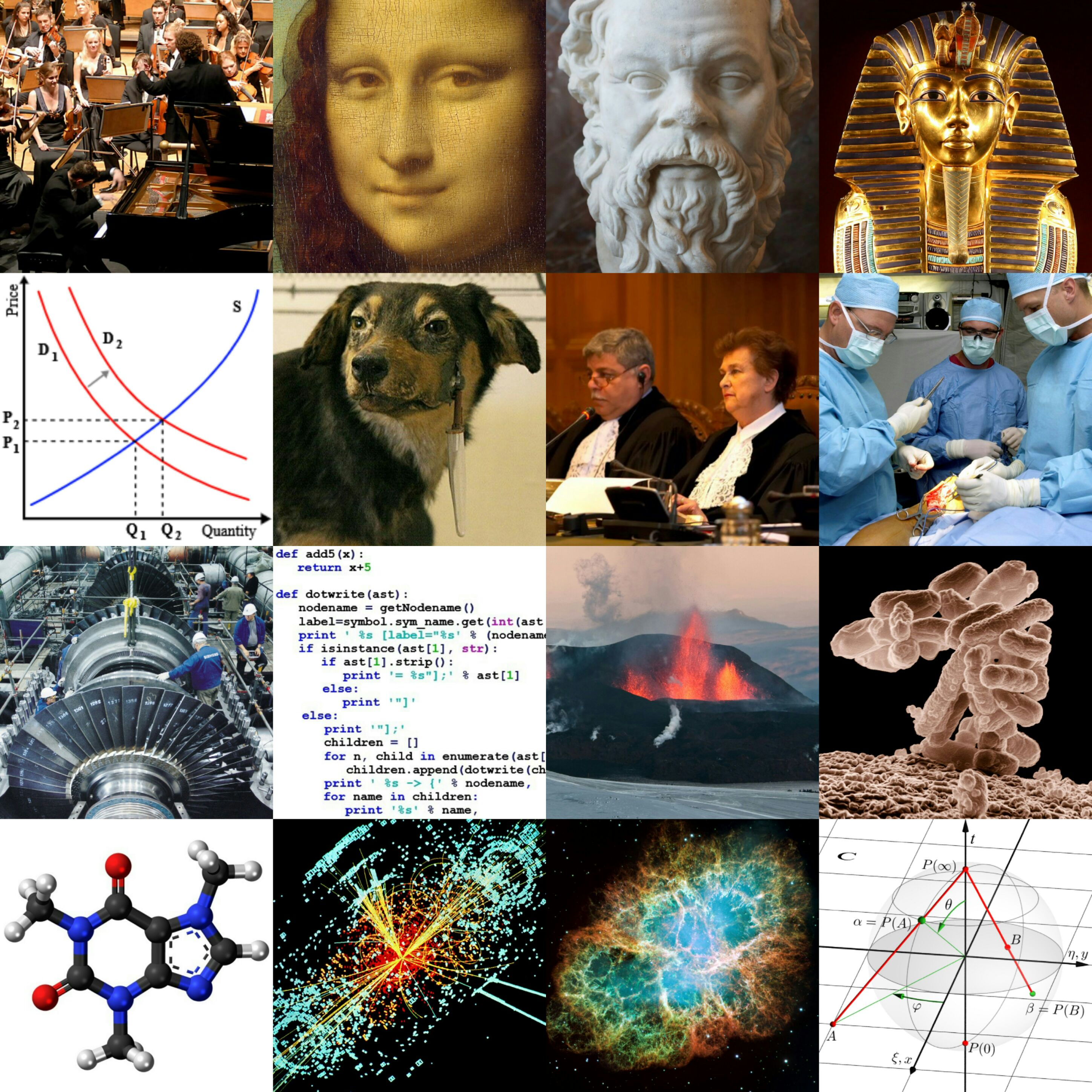

التخصص الأكاديمي (بالإنجليزية: academic discipline)‏ أو المجال الأكاديمي (بالإنجليزية: academic field)‏ هو فرع من المعرفة. ويشمل الخبرة، والأشخاص، والمشاريع، والمجتمعات، والتحديات، والدراسات، والتحقيق، ومجالات البحث التي ترتبط بقوة بهذا الفرع. على سبيل المثال، يشار إلى فروع العلوم عادة باسم التخصصات العلمية، مثل الفيزياء والرياضيات وعلوم الكمبيوتر.
عادة ما يُشار إلى الأفراد المعنيين بالتخصصات لللالأكاديمية باسم الخبراء أو الاختصاصيين. في حين يشار للبعض الآخر الذين درسوا الفنون الليبرالية أو نظرية النظم بدلا من التركيز في تخصص أكاديمي معين، علي أنهم غير اختصاصيين.

## تاريخ المفهوم
تألفت جامعة باريس عام 1231 من أربع كليات: الإلهيات والطب والقانون الكنسي والفنون المتحررة. استخدمت المؤسسات التعليمية في الأصل مصطلح «التخصص» لفهرسة وأرشفة مجموعة المعلومات الجديدة والموسعة التي ينتجها المجتمع الأكاديمي. نشأت التسميات التخصصية في الجامعات الألمانية خلال بداية القرن التاسع عشر.
تعود جذور التخصصات الأكاديمية في معظمها إلى علمنة الجامعات من منتصف القرن التاسع عشر، عندما استُكملت المناهج الدراسية التقليدية باللغات والآداب غير الكلاسيكية، والعلوم الاجتماعية مثل العلوم السياسية والاقتصاد وعلم الاجتماع والإدارة العامة، وتخصصات العلوم الطبيعية والتكنولوجيا مثل الفيزياء والكيمياء وعلم الأحياء والهندسة.
في أوائل القرن العشرين أضيفت تخصصات أكاديمية جديدة مثل التعليم وعلم النفس. في السبعينيات والثمانينيات حصل بزوغ في التخصصات الأكاديمية الجديدة التي تركز على مواضيع أكثر تخصصًا مثل دراسات الإعلام، دراسات المرأة أو دراسات الأمريكيين من أصل إفريقي. ظهرت أيضًا العديد من التخصصات المصممة للتحضير والتدريب على ممارسة مهنة أو حرفة معينة، والتي تُدرس في الجامعات مثل التمريض وإدارة الضيافة والإصلاحيات. أخيرًا، اكتسبت مجالات الدراسة العلمية متعددة التخصصات مثل الكيمياء الحيوية وفيزياء الأرض أهمية بارزة إذ أصبحت مساهماتها في مجالات المعرفة معترف بها على نطاق واسع. ترد بعض التخصصات الجديدة، مثل الإدارة العامة، في أكثر من تخصص، إذ تُدرّس بعض مناهج الإدارة العامة ضمن كليات إدارة الأعمال (وبالتالي التأكيد على جانب الإدارة العامة)، بينما يتقاطع البعض الآخر مع مجال العلوم السياسية (مع التركيز على جانب تحليل السياسات).
بحلول القرن العشرين، اعتُمدت هذه التسميات تدريجيًا من قبل البلدان الأخرى وأصبحت هي الموضوعات المعيارية المعتمدة. ومع ذلك، اختلفت هذه التسميات على مستوى البلدان. في القرن العشرين، تضمنت تخصصات العلوم الطبيعية: الفيزياء والكيمياء وعلم الأحياء والجيولوجيا وعلم الفلك، وتضمنت تخصصات العلوم الاجتماعية: الاقتصاد والسياسة وعلم الاجتماع وعلم النفس.
قبل القرن العشرين، كانت الفئات واسعة وعامة، وقد كان هذا متوقعًا بسبب الإهمال الذي لقته العلوم في ذلك الوقت. مع استثناءات نادرة، غالبًا ما اعتُبر ممارسو العلوم هواة وأشير إليهم باسم «المؤرخين الطبيعيين» و «الفلاسفة الطبيعيين»، وهي تسميات تعود إلى أرسطو، بدلًا من «العلماء».
أُطلق اسم التاريخ الطبيعي على ما يشار إليه حاليًا باسم علم الأحياء، والفلسفة الطبيعية على ما يشار إليه اليوم باسم علم الفيزياء.
قبل القرن العشرين، كانت الوظائف والفرص المهنية ضمن المجال العلمين عدا ضمن التدريس، شحيحة جدًا. شكل التعليم العالي الهيكل المؤسساتي للبحث العلمي، فضلًا عن الدعم الاقتصادي للبحث والتدريس. سرعان ما تزايد حجم المحتوى العلمي وأدرك الباحثون أهمية التركيز على مجالات النشاط العلمي الأضيق والأقل شمولًا، ونتيجةً لهذا التضييق والتحديد ظهرت التخصصات العلمية. في النهاية، أصبحت التخصصات المحددة في الأوساط الأكاديمية أساسًا للعلماء ذوي الاهتمامات والخبرات المتخصصة المحددة.

## الوظائف والنقد
ورد نقد مؤثر للتخصصات الأكاديمية في كتاب ميشيل فوكو لعام 1975، المراقبة والمعاقبة. يؤكد فوكو أن التخصصات الأكاديمية نتيجة لنفس الحركات الاجتماعية وأنظمة الرقابة التي شكلت السجون نظام السجون والعقوبات الحديث في فرنسا في القرن الثامن عشر، وأن هذه الحقيقة تكشف عن جوانب أساسية لا تزال مشتركة فيما بينها: «التخصصات تميز، تخصص، تصنف، توزع على مقياس، ضمن معايير، تضع الأشخاص ضمن تسلسل هرمي بين بعضهم البعض، وإذا لزم الأمر فتستبعدهم وتلغيهم».

## مجتمعات التخصصات الأكاديمية
توجد مجتمعات التخصصات الأكاديمية بعيدًا عن الأوساط الأكاديمية ضمن الشركات والوكالات الحكومية والمنظمات المستقلة، إذ تتخذ شكل جمعيات المهنيين ذوي الاهتمامات المشتركة والمعرفة المتخصصة. وتشمل هذه المجتمعات مؤسسات بيت الخبرة، ناسا والاتحاد الدولي للكيمياء البحتة والتطبيقية. تشكلت مجتمعات من هذا النوع لإفادة المنظمات التابعة لها من خلال طرح أفكار وأبحاث ونتائج جديدة متخصصة.
إن الدول في مراحل تنميتها المختلفة سترى الحاجة لمختلف التخصصات الأكاديمية خلال المراحل المختلفة من النماء والتطور. من المرجح أن تُعطي الدول النامية حديثًا الأولوية للحكومة والشؤون السياسية والهندسة على العلوم الإنسانية والفنون والعلوم الاجتماعية. من ناحية أخرى، قد تكون الأمة المتقدمة قادرة على الاستثمار بشكل أكبر في الفنون والعلوم الاجتماعية. من شأن مجتمعات التخصصات الأكاديمية المساهمة على درجات مختلفة من الأهمية خلال مراحل التطور المختلفة.

## دراسات تحليل الاستشهادات المرجعية للتخصصات
يمكن توظيف تحليل الاستشهادات المرجعية في تعيين العديد من القضايا المتعلقة بالتخصصات، على سبيل المثال، تدفق الأفكار ضمن التخصصات وفيما بينها أو وجود تقاليد قومية محددة ضمن التخصصات. يمكن فهم الوقع والتأثير العلمي لأحد التخصصات على الآخر من خلال تحليل تدفق الاستشهادات.
يوصف نهج تحليل الاستشهادات المرجعية بأنه مباشر لأنه يعتمد على العد البسيط. تتصف الطريقة أيضًا بالموضوعية ولكن الطريقة الكمية قد لا تكون متوافقة مع التقييم النوعي وبالتالي تكون مُتلاعب بها. يعتمد عدد الاستشهادات على عدد الأشخاص العاملين في نفس المجال بدلًا من السمة المتأصلة أو أصالة النتائج المنشورة.

## انظر ايضاً
- قائمة التخصصات الأكاديمية.
- قائمة المجالات الأكاديمية